# 須惠中央站
須惠中央站（日语：／ Sue-Chūō eki */?）是位於福岡縣糟屋郡須惠町大字須惠，九州旅客鐵道（JR九州）的香椎線車站。車站編號為JD14。

## 歷史
- 1989年（平成元年）3月11日 - 車站啟用[1]。
- 2009年（平成21年）3月1日 - 此站開始可以使用IC卡「SUGOCA」[2]。
- 2015年（平成27年）3月14日 - 引入車站集中管理系統（Smart Support Station）（日语：駅集中管理システム）「ANSWER」後成為無人車站[3]。

## 車站構造
車站是一座地面車站，設有1面1線的單式月台。
此站可使用SUGOCA，同時可購買IC卡和為IC卡增值。當發生異常時，設有遠端資訊服務。雖然此站設有自動閘機，但是隨著車站無人化，把投進磁式車票的位置封起了，只可讓IC卡使用。

## 使用狀況
在2019年（令和元年）度，1日平均乘車人次為1,394人，在JR九州車站中排名第125位。
以下為近年1日平均乘車人次列表。
| 年度               | 1日平均 乘車人次 |
| ------------------ | ---------------- |
| 2016年（平成28年） | 1,384            |
| 2017年（平成29年） | 1,416            |
| 2018年（平成30年） | 1,399            |
| 2019年（令和元年） | 1,394            |

## 車站周邊
此站在JR接管後新設。此站距離町公所只有約250米，在町公所東邊設有圖書館、多用途會堂、福祉中心等各種公共設施。另外車站周邊設有許多住宅和商業設施。福岡縣道35號筑紫野古賀線位於車站東邊，與香椎線並行，而福岡縣道91號志免須惠線位於車站南邊，向東西延伸。
- 須惠町公所
- 福岡縣立須惠高等學校（日语：福岡県立須恵高等学校）
- 須惠町立圖書館（日语：須恵町立図書館）
- 須惠杜鵑花堂
- 須惠町福祉中心
- 須惠町立武道場
- 須惠町立須惠中學
- 須惠町立須惠第一小學
- 須惠町立須惠第三小學
- 須惠停車區 - 九州自動車道

## 巴士路線
- 西鐵巴士（日语：西鉄バス） - 站前沒有巴士站。在站前縣道91號線東邊約250米處設有「須惠役場前」巴士站，西邊約200米處設有「惠美保育園前」巴士站。另外，在東邊約300米設有「杜鵑花堂前」巴士站，該巴士站設有路線前往福岡市中心。
  - ［3］志免鐵道公園、博多之森競技場（日语：博多の森競技場）、福岡機場（須惠公所前，杜鵑花堂前）
  - ［5］新生、志免、龜山、別府、福岡機場（須惠公所前、惠美保育園前）
  - ［5］佐谷（須惠公所前、惠美保育園前）
  - ［36］AEON Mall福岡（日语：イオンモール福岡）、妙見、天神（杜鵑花堂前）
  - ［3］［36］宇美營業所（杜鵑花堂前）
- 須惠町社區巴士（日语：須恵町コミュニティバス） - 站前設有「須惠中央站」巴士站。在車站東邊約350米處設有「福祉中心」巴士站，為社區巴士的據點車站。以下列出「須惠中央站」巴士站的巴士路線方向
  - 山之神、旅石、須惠方向
  - 新原、川子方向

## 相鄰車站
九州旅客鐵道（JR九州）
香椎線
須惠（JD13）－須惠中央（JD14）－新原（JD15）

## 注腳
1. 1 2  . 交通新聞 (交通新聞社). 1989-03-03: 2 （日语）.
2. ↑  . 交通新聞 (交通新聞社). 2009-03-03: 1 （日语）.
3. ↑   (PDF) (新闻稿). 九州旅客鉄道. 2014-12-22  [2020-02-07]. （原始内容 (PDF)存档于2019-01-20） （日语）.
4. ↑  SUGOCA 利用可能エリア （页面存档备份，存于）（日語） 九州旅客鐵道，截至平成28年3月26日（2016年10月5日參閲）。
5. ↑   (PDF). 九州旅客鉄道.   [2020-12-26]. （原始内容存档 (PDF)于2020-08-24） （日语）.

## 外部連結
- 須惠中央（車站資訊） - 九州旅客鐵道（日語）